# Shalom Europa
Pour les articles homonymes, voir Shalom.
Shalom Europa est un centre culturel et communautaire juif ouvert en 2006 à l'initiative de la communauté juive de Wurtzbourg et du district de Basse-Franconie.
Le musée a pour but de développer une « mémoire culturelle », notamment au sujet la seconde moitié du XIXe siècle, lorsque les Juifs de Wurtzbourg et leur rabbin Seligmann Bär Bamberger s'opposent aux juifs libéraux. Ces souvenirs servent de guide dans un musée pour décrire la vie juive traditionnelle contemporaine.
Les visiteurs peuvent découvrir ce que signifie le judaïsme orthodoxe. Il n'y a pas de valeurs culturelles et historiques présentées, mais la continuité de la tradition juive. Les enregistrements vidéo et les hologrammes sont mis plus en avant que les objets rituels.